# Esther Ofarim
Esther Ofarim, in ebraico אסתר עופרים‎? (Safad, 13 giugno 1941), è una cantante israeliana.
Vince un concorso canoro a Tel Aviv dove conosce Abi Ofarim che diventa suo marito dal 1959 al 1970.
Appare con un breve ruolo nel film Exodus (1960) ed ha rappresentato la Svizzera all'Eurovision Song Contest 1963 raggiungendo la seconda posizione.
Questa edizione viene anche ricordata per un errore nella comunicazione dei voti da parte del portavoce norvegese. Dopo una prima comunicazione la presentatrice della trasmissione Katie Boyle chiese la ripetizione e in questo modo risultò che i punti prima comunicati erano errati e la Svizzera perse il primo posto in classifica.
Grazie a questo piazzamento inizia a farsi conoscere in Europa soprattutto in Germania e nel Regno Unito.
Nonostante la fine del matrimonio continua a cantare e girare il mondo. Il suo ex marito Abi morì il 4 maggio 2018.